# Pokój (polityka)

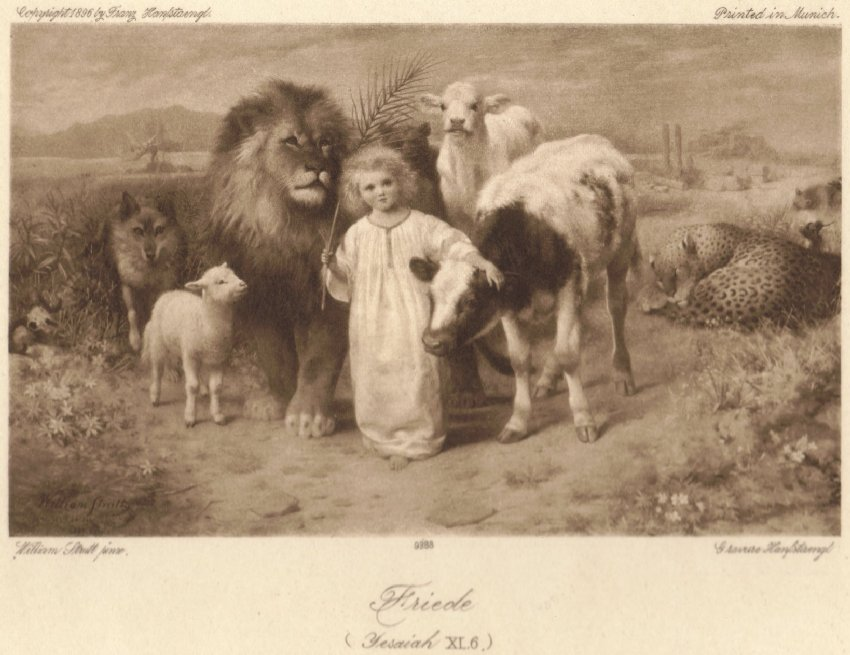
Pokój na Ziemi

Pokój (łac. pax, gr. εἰρήνη, staropolskie mir, ang. peace) – pojęcie opisujące stosunki między państwami, lub wewnątrz nich, oznaczające brak wojny, wykluczające konflikt zbrojny i używanie przemocy. 
W węższym znaczeniu pokój oznacza przerwanie lub zakończenie wojny potwierdzone stosowną umową na warunkach wynegocjowanych przez walczące strony. W historiografii zazwyczaj zwany jest od miejsca zawarcia pokoju, np. „pokój toruński” bądź od nazwisk sygnatariuszy np. pokój Kalliasa.
Od XX wieku do zachowania albo przywrócenia pokoju wykorzystuje się siły pokojowe ONZ, mające mandat prawnomiędzynarodowy. Za szczególny wkład w promowanie pokoju i praw człowieka na świecie przyznawana jest Pokojowa Nagroda Nobla. Ruchem który dąży do pokoju i jego utrzymania jest pacyfizm.